# Stade Brest 29
Stade Brestois 29 är en fransk fotbollsklubb från Brest. Hemmamatcherna spelas på Stade Francis-Le Blé. Klubben ägs av affärsmannen Michel Guyot. 

## Historia
Klubben spelade säsongen 2010/2011 i Ligue 1, vilket var första gången sedan säsongen 1990/1991 de var i högstadivisionen. Säsongen 2012/2013 blev klubben nedflyttade till Ligue 2. Säsongen 2018/2019 blev Brest uppflyttade till Ligue 1.

## Spelare

### Truppen
| Nr | Land      | Pos | Namn                                 |
| -- | --------- | --- | ------------------------------------ |
| 1  | Argentina | MV  | Joaquín Blázquez (lån från Talleres) |
| 2  | Frankrike | F   | Jean-Kévin Duverne                   |
| 3  | Frankrike | F   | Lilian Brassier                      |
| 4  | Marocko   | F   | Achraf Dari                          |
| 5  | Frankrike | F   | Brendan Chardonnet                   |
| 7  | Algeriet  | MF  | Haris Belkebla                       |
| 8  | Frankrike | MF  | Hugo Magnetti                        |
| 9  | Frankrike | A   | Franck Honorat                       |
| 10 | Frankrike | A   | Romain Del Castillo                  |
| 14 | Frankrike | A   | Loïc Rémy                            |
| 15 | Benin     | A   | Steve Mounié                         |
| 17 | Honduras  | A   | Alberth Elis (lån från Bordeaux)     |
| 18 | Skottland | A   | Karamoko Dembélé                     |

| Nr | Land          | Pos | Namn                                  |
| -- | ------------- | --- | ------------------------------------- |
| 20 | Frankrike     | MF  | Pierre Lees-Melou                     |
| 22 | Frankrike     | A   | Jérémy Le Douaron                     |
| 23 | Martinique    | F   | Christophe Hérelle                    |
| 27 | Frankrike     | F   | Kenny Lala                            |
| 28 | Frankrike     | F   | Bradley Locko (lån från Reims)        |
| 29 | Frankrike     | MF  | Mathias Pereira Lage                  |
| 30 | Frankrike     | MV  | Grégoire Coudert                      |
| 37 | Frankrike     | MF  | Félix Lemaréchal (lån från AS Monaco) |
| 40 | Nederländerna | MV  | Marco Bizot                           |
| 44 | Frankrike     | F   | Josué Escartin                        |
| 45 | Frankrike     | MF  | Mahdi Camara (lån från Saint-Étienne) |
| 97 | Frankrike     | A   | Taïryk Arconte                        |
| 99 | Senegal       | F   | Noah Fadiga                           |

### Utlånade spelare
| Nr | Land      | Pos | Namn                                         |
| -- | --------- | --- | -------------------------------------------- |
|    | Finland   | F   | Jere Uronen (i Schalke 04 till 30 juni 2023) |
|    | Frankrike | MF  | Hiang'a Mbock (i Caen till 30 juni 2023)     |

| Nr | Land      | Pos | Namn                                          |
| -- | --------- | --- | --------------------------------------------- |
|    | Frankrike | A   | Axel Camblan (i Concarneau till 30 juni 2023) |